# Grèce aux Jeux olympiques d'hiver de 1998
La Grèce participe aux Jeux olympiques d'hiver de 1998, organisés à Nagano au Japon. Ce pays prend part à ses quatorzièmes Jeux olympiques d'hiver. Treize athlètes grecs, dix hommes et trois femmes, prennent part à la manifestation. La délégation grecque ne remporte pas de médaille.

## Athlètes engagés

### Biathlon

#### Hommes
| Épreuve      | Athlète           | Manquées 1 | Temps         | Rang |
| ------------ | ----------------- | ---------- | ------------- | ---- |
| Sprint 10 km | Thanasis Tsakiris | 2          | 31 min 14 s 6 | 58   |

| Épreuve | Athlète           | Temps             | Manquées | Temps ajusté 2    | Rang |
| ------- | ----------------- | ----------------- | -------- | ----------------- | ---- |
| 20 km   | Thanasis Tsakiris | 1 h 01 min 38 s 8 | 5        | 1 h 06 min 38 s 8 | 65   |

1Une boucle de pénalité de 150 mètres par cible manquée. 

2Une minute ajoutée par cible manquée

### Bobsleigh
| Bob   | Athlètes                         | Épreuve    | Manche 1 | Manche 1 | Manche 2 | Manche 2 | Manche 3 | Manche 3 | Manche 4 | Manche 4 | Total         | Total |
| Bob   | Athlètes                         | Épreuve    | Temps    | Rang     | Temps    | Rang     | Temps    | Rang     | Temps    | Rang     | Temps         | Rang  |
| ----- | -------------------------------- | ---------- | -------- | -------- | -------- | -------- | -------- | -------- | -------- | -------- | ------------- | ----- |
| GRE-1 | Greg Sebald John-Andrew Kambanis | Bob à deux | 56 s 62  | 31       | 57 s 13  | 36       | 56 s 45  | 31       | 56 s 37  | 31       | 3 min 46 s 57 | 30    |

| Bob   | Athlètes                                                                      | Épreuve      | Manche 1 | Manche 1 | Manche 2 | Manche 2 | Manche 3 | Manche 3 | Total         | Total |
| Bob   | Athlètes                                                                      | Épreuve      | Temps    | Rang     | Temps    | Rang     | Temps    | Rang     | Temps         | Rang  |
| ----- | ----------------------------------------------------------------------------- | ------------ | -------- | -------- | -------- | -------- | -------- | -------- | ------------- | ----- |
| GRE-1 | Greg Sebald Anastasios Papakonstantinou Peter Kolotouros John-Andrew Kambanis | Bob à quatre | 55 s 94  | 31       | 56 s 18  | 32       | 56 s 14  | 31       | 2 min 48 s 26 | 31    |

### Luge

#### Hommes
| Athlète      | Manche 1 | Manche 1 | Manche 2 | Manche 2 | Manche 3 | Manche 3 | Manche 4 | Manche 4 | Total          | Total |
| Athlète      | Temps    | Rang     | Temps    | Rang     | Temps    | Rang     | Temps    | Rang     | Temps          | Rang  |
| ------------ | -------- | -------- | -------- | -------- | -------- | -------- | -------- | -------- | -------------- | ----- |
| Spyros Pinas | 51 s 628 | 28       | 51 s 123 | 24       | 51 s 335 | 22       | 51 s 294 | 23       | 3 min 25 s 380 | 24    |

### Ski alpin

#### Hommes
| Athlète              | Épreuve | Course 1        | Course 2 | Total           | Total |
| Athlète              | Épreuve | Temps           | Temps    | Temps           | Rang  |
| -------------------- | ------- | --------------- | -------- | --------------- | ----- |
| Vasilios Dimitriadis | Slalom  | N'a pas terminé | –        | N'a pas terminé | –     |

#### Femmes
| Athlète         | Épreuve      | Course 1      | Course 2      | Total         | Total |
| Athlète         | Épreuve      | Temps         | Temps         | Temps         | Rang  |
| --------------- | ------------ | ------------- | ------------- | ------------- | ----- |
| Sofia Mistrioti | Slalom géant | 1 min 39 s 76 | 1 min 52 s 44 | 3 min 32 s 20 | 34    |

### Ski de fond

#### Homme
| Épreuve         | Athlète          | Course        | Course |
| Épreuve         | Athlète          | Temps         | Rang   |
| --------------- | ---------------- | ------------- | ------ |
| 10 km classique | Lefteris Fafalis | 34 min 13 s 7 | 86     |

#### Femme
| Épreuve        | Athlète             | Course        | Course |
| Épreuve        | Athlète             | Temps         | Rang   |
| -------------- | ------------------- | ------------- | ------ |
| 5 km classique | Katerina Anastasiou | 23 min 15 s 8 | 79     |

### Snowboard

#### Slalom géant hommes
| Athlète               | Course 1        | Course 2        | Total           | Total |
| Athlète               | Temps           | Temps           | Temps           | Rang  |
| --------------------- | --------------- | --------------- | --------------- | ----- |
| Stergios Pappos       | N'a pas terminé | –               | N'a pas terminé | –     |
| Markos Khatzikyriakis | 1 min 06 s 40   | N'a pas terminé | N'a pas terminé | –     |

#### Slalom géant femmes
| Athlète        | Course 1      | Course 2      | Total         | Total |
| Athlète        | Temps         | Temps         | Temps         | Rang  |
| -------------- | ------------- | ------------- | ------------- | ----- |
| Marousa Pappou | 1 min 33 s 55 | 1 min 22 s 98 | 2 min 56 s 53 | 21    |